# Vliegen (dieren)
De vliegen (Brachycera) vormen een onderorde van de tweevleugeligen (Diptera). De onderorde omvat zo'n 120 families. De meest bekende vlieg is de huisvlieg, een lid van de familie van de echte vliegen (Muscidae).
De belangrijkste karakteristiek van vliegen binnen de orde van de tweevleugeligen is dat zij sterk gereduceerde antennes hebben.

## Taxonomie
De taxonomie van de vliegen is als volgt:
- Clade Orthorrhapha Brauer, 1863 (8 onderliggende groepen)[2] (mono- of parafyletisch)
  - Incertae sedis (4 families)
    - Familie Eomyiidae Rohdendorf, 1962  † (1 geslacht, 1 soort)
    - Familie Nemestrinidae Griffith & Pidgeon, 1832 (26 geslachten, 300 soorten, 7/23/1)
    - Familie Prosechamyiidae Blagoderov & Grimaldi, 2007  † (1 geslacht, 2 soorten)
    - Familie Rhagionemestriidae Ussatchov, 1968  † (2 geslachten, 3 soorten)

  - Superfamilie "zonder naam" (2 families)
    - Familie Acroceridae (Spinvliegen) Leach, 1815 (55 geslachten, 400 soorten, 7/8/1)
    - Familie Hilarimorphidae Williston, 1896 (2 geslachten, 36 soorten, 1/4)

  - Superfamilie "zonder naam" (1 familie)
    - Familie Vermileonidae Williston, 1886 (12 geslachten, 61 soorten, 2/2)

  - Superfamilie Asiloidea Latreille, 1802 (11 families) sequentieel
    - Familie Bombyliidae (Wolzwevers) Latreille, 1802 (275 geslachten, 5.382 soorten, 22/18/31)
    - Familie Mythicomyiidae Melander, 1902 (25 geslachten, 337 soorten)
    - Familie Asilidae (Roofvliegen) Latreille, 1802 (555 geslachten, 7.531 soorten, 8/52/186)
    - Familie Cratomyiidae Mazzarolo & Amorim, 2000  † (1 geslacht, 1 soort)[3]
    - Familie Protapioceridae Ren, 1998  † (1 geslacht, 3 soorten)
    - Familie Mydidae Latreille, 1809 (66 geslachten, 498 soorten, 1/3/2)
    - Familie Apioceridae Bigot, 1857 (1 geslachten, 143 soorten)
    - Familie Evocoidae Yeates, Irwin & Wiegmann 2006 (1 geslacht, 1 soort)
    - Familie Apsilocephalidae Nagatomi, Saigusa, Nagatomi & Lyneborg, 1991 (4 geslachten, 7 soorten, 1/3)
    - Familie Scenopinidae (Venstervliegen) Burmeister, 1835 (25 geslachten, 420 soorten, 1/4)
    - Familie Protomphralidae Rohdendorf, 1957  † (2 geslachten, 2 soorten)
    - Familie Therevidae (Viltvliegen) Newman, 1834 (128 geslachten, 1.143 soorten, 9/14/25)

  - Superfamilie Rhagionoidea Latreille, 1802 (6 families) sequentieel
    - Familie Austroleptidae Nagatomi, 1982 (1 geslacht, 8 soorten)
    - Familie Bolbomyiidae Stuckenberg, 2001 (1 geslacht, 4 soorten, 0/1)
    - Familie Palaeostratiomyiidae Rohdendorf, 1938  † (1 geslacht, 1 soort)
    - Familie Rhagionidae (Snavelvliegen) Latreille, 1892 (47 geslachten, 756 soorten, 28/62/28)
    - Familie Rhagionempididae Rohdendorf, 1951  † (5 geslachten, 5 soorten)
    - Familie Eostratiomyiidae Rohdendorf, 1951  † (1 geslacht, 1 soort)

  - Superfamilie Stratiomyoidea Latreille, 1802 (4 families)
    - Familie Panthophthalmidae Bigot, 1886 (2 geslachten, 20 soorten)
    - Familie Stratiomyidae (Wapenvliegen) Latreille, 1802 (385 geslachten, 2.690 soorten, 9/22/24)
    - Familie Xylomyidae Verrall, 1901 (4 geslachten, 138 soorten, 0/4)
    - Familie Zhangsolvidae Nagatomi & Yang, 1998  † (1 geslacht, 1 soort)

  - Superfamilie Tabanoidea Latreille, 1802 (5 families)
    - Familie Athericidae (Waterdazen) Nowicki, 1873 (12 geslachten, 133 soorten, 2/9/7)
    - Familie Oreoleptidae Zloty, Sinclair & Pritchard, 2005 (1 geslacht, 1 soort)
    - Familie Pelecorhynchidae Enderlein, 1922 (2 geslachten, 49 soorten)
    - Familie Tabanidae (Dazen) Latreille, 1802 (156 geslachten, 4.434 soorten, 10/29/46)
    - Familie Uranorhagionidae Zhang, Yang & Ren, 2010  † (2 geslachten, 5 soorten)

  - Superfamilie Xylophagoidea Fallén, 1810 (4 families)[4]
    - Familie Eremochaetidae Ussatchov, 1968  † (9 geslachten, 16 soorten)
    - Familie Kovalevisargidae Mostovski, 1997[5]  † (2 geslachten, 5 soorten)[6]
    - Familie Protobrachyceridae Rohdendorf, 1964  † (1 geslacht, 3 soorten)
    - Familie Xylophagidae Fallén, 1810 (15 geslachten, 145 soorten, 6/9/2)

  - Superfamilie Archisargoidea Rohdendorf, 1962 (2 families)[7]
    - Familie Orientisargidae Zhang, 2012[8]  † (1 geslacht, 1 soort)[9]
    - Familie Archisargidae Rohdendorf, 1951  † (12 geslachten, 37 soorten)[10]
- Clade Eremoneura Lameere, 1906 (3 onderliggende groepen) sequentieel
  - Incertae Sedis (1 familie)
    - Familie Chimeromyiidae Grimaldi, Cumming & Arillo, 2009  † (2 geslachten, 8 soorten)

  - Superfamilie Empidoidea Latreille, 1804 (8 families)
    - Familie Atelestidae Hennig, 1970 (11 geslachten, 22 soorten, 7/11)
    - Familie Brachystomatidae Melander, 1908 (20 geslachten, 153 soorten, 0/6/6)
    - Familie Dolichopodidae (Slankpootvliegen) Latreille, 1809 (268 geslachten, 7.358 soorten, 29/123/90)
    - Familie Empididae (Dansvliegen) Latreille, 1804 (104 geslachten, 3.142 soorten, 32/93/104)
    - Familie Homalocnemiidae Collin, 1928 (1 geslacht, 7 soorten)
    - Familie Hybotidae Macquart, 1823 (75 geslachten, 2.005 soorten, 7/33/68)
    - Familie “Iteaphila-groep” (2 geslachten, 27 soorten)
    - Familie Oreogetonidae Chvála, 1976 (1 geslacht, 36 soorten)

  - Superfamilie Apystomyioidea Nagatomi & Liu, 1994 (1 familie)
    - Familie Apystomyiidae Nagatomi & Liu, 1994 (1 geslacht, 1 soort)

  - Clade Cyclorrhapha Brauer, 1863 (2 onderliggende groepen) sequentieel
    - Infraorde Aschiza Becher, 1882 (2 onderliggende groepen) (parafyletisch, sequentieel)
      - Superfamilie Phoroidea Curtis, 1833 (5 families) sequentieel
        - Familie Lonchopteridae Macquart, 1823 (6 geslachten, 65 soorten, 2/2/1)
        - Familie Opetiidae Róndani, 1856 (5 geslachten, 10 soorten, 4/6)
        - Familie Platypezidae (Breedvoetvliegen) Latreille, 1829 (29 geslachten, 277 soorten, 10/25/1)
        - Familie Ironomyiidae McAlpine & Martin, 1966 (5 geslachten, 17 soorten, 4/14)
        - Familie Phoridae (Bochelvliegen) Curtis, 1833 (302 geslachten, 4.202 soorten, 23/97/5)

      - Superfamilie Syrphoidea Latreille, 1802 (2 families) sequentieel
        - Familie Pipunculidae (Oogkopvliegen) Walker, 1834 (22 geslachten, 1.428 soorten, 2/8/15)
        - Familie Syrphidae (Zweefvliegen) Latreille, 1802 (209 geslachten, 6.107 soorten, 10/92/24)

    - Infraorde Schizophora Becher, 1882 (2 onderliggende groepen) sequentieel
      - Clade Archischiza Enderlein, 1936 (1 familie)
        - Familie Conopidae (Blaaskopvliegen) Latreille, 1802 (52 geslachten, 831 soorten, 2/3/18)

      - Clade Muscaria Enderlein, 1936 (2 onderliggende groepen)
        - Parvorde Acalyptratae Macquart, 1835 (9 onderliggende groepen) Para- or polyfyletic 
          - Superfamilie Carnoidea Newman, 1834 (7 families) *parafyletisch?
            - Familie Australimyzidae Griffiths, 1972 (1 geslacht, 9 soorten)
            - Familie Canacidae Jones, 1906 (28 geslachten, 323 soorten, 0/1)
            - Familie Carnidae Newman, 1834 (6 geslachten, 92 soorten, 1/2)
            - Familie Chloropidae (Halmvliegen) Rondani, 1856 (194 geslachten, 2.885 soorten, 2/5/35)
            - Familie Inbiomyiidae Buck, 2006 (1 geslacht, 11 soorten)
            - Familie Milichiidae Schiner, 1862 (20 geslachten, 288 soorten, 1/10)
            - Familie Nannodastiidae Papp, 1980 (2 geslachten, 5 soorten)

          - Superfamilie Ephydroidea Zetterstedt, 1837 (7 families) sequentieel
            - Familie Ephydridae (Oevervliegen) Zetterstedt, 1837 (128 geslachten, 1.994 soorten, 0/2/19)
            - Familie Drosophilidae (Fruitvliegen) Rondani, 1856 (76 geslachten, 4.017 soorten, 3/14/6)
            - Familie Braulidae (Bijenluizen) Egger, 1853 (2 geslachten, 7 soorten)
            - Familie Cryptochetidae Brues & Melander, 1932 (3 geslachten, 34 soorten, 1/1)
            - Familie Camillidae Frey, 1921 (5 geslachten, 42 soorten, 1/2/1)
            - Familie Curtonotidae Enderlein, 1914 (3 geslachten, 65 soorten, 0/1) 24
            - Familie Diastatidae Hendel, 1917 (4 geslachten, 50 soorten, 1/2)

          - Superfamilie Lauxanioidea Macquart, 1835 (3 families)
            - Familie Celyphidae Bigot, 1852 (8 geslachten, 115 soorten, 0/0/7)
            - Familie Chamaemyiidae Hendel, 1910 (24 geslachten, 351 soorten, 1/1/2)
            - Familie Lauxaniidae Macquart, 1835 (168 geslachten, 1.900 soorten, 3/5/60)

          - Superfamilie Nerioidea Westwood, 1840 (3 families)
            - Familie Cypselosomatidae Hendel, 1931 (13 geslachten, 35 soorten, 2/2)
            - Familie Micropezidae (Spillebeenvliegen) Blanchard, 1840 (52 geslachten, 583 soorten, 1/10/22)
            - Familie Neriidae Westwood, 1840 (19 geslachten, 112 soorten, 0/0/1)

          - Superfamilie Opomyzoidea Fallén, 1820 (17 families) parafyletisch?
            - Familie Acartophthalmidae Czerny, 1928 (2 geslachten, 6 soorten, 1/1)
            - Familie Agromyzidae (Mineervliegen) Fallén, 1823 (41 geslachten, 3.017 soorten, 7/20/10)
            - Familie Anthomyzidae Czerny, 1903 (24 geslachten, 105 soorten, 3/3/0)[11]
            - Familie Asteiidae Rondani, 1856 (10 geslachten, 138 soorten, 1/2)
            - Familie Aulacigastridae Duda, 1924 (5 geslachten, 19 soorten, 1/1)
            - Familie Clusiidae Handlirsch, 1884 (17 geslachten, 363 soorten, 2/3)
            - Familie Fergusoninidae Tonnoir, 1937 (1 geslacht, 29 soorten)
            - Familie Marginidae McAlpine, 1991 (1 geslacht, 3 soorten)
            - Familie Megamerinidae (Boomschorsvliegen) Hendel, 1913 (4 geslachten, 16 soorten, 1/1)
            - Familie Neminidae McAlpine, 1983 (3 geslachten, 14 soorten)
            - Familie Neurochaetidae McAlpine, 1978 (3 geslachten, 22 soorten, 0/2)
            - Familie Odiniidae Hendel, 1920 (14 geslachten, 65 soorten, 1/1)
            - Familie Opomyzidae (Grasvliegen) Fallén, 1820 (4 geslachten, 61 soorten, 0/2/6)
            - Familie Pallopteridae Loew, 1862 (12 geslachten, 71 soorten, 2/1/1)
            - Familie Periscelididae Oldenberg, 1914 (11 geslachten, 91 soorten, 1/8)
            - Familie Teratomyzidae Hennig, 1969 (7 geslachten, 8 soorten)
            - Familie Xenasteiidae Hardy, 1980 (1 geslacht, 13 soorten)

          - Superfamilie Sciomyzoidea Fallén, 1820 (11 families)
            - Familie Coelopidae (Wiervliegen) Hendel, 1910 (14 geslachten, 35 soorten, 0/0/3)
            - Familie Dryomyzidae Schiner, 1862 (6 geslachten, 30 soorten, 2/5/2)
            - Familie Helcomyzidae Hendel, 1924 (4 geslachten, 12 soorten)
            - Familie Huttoninidae Steyskal, 1965 (1 geslachten, 8 soorten)
            - Familie Helosciomyzidae Steyskal, 1965 (11 geslachten, 28 soorten)
            - Familie Heterocheilidae McAlpine, 1991 (1 geslacht, 2 soorten)
            - Familie Natalimyzidae Barraclough & McAlpine, 2006 (1 geslacht, 1 soort)
            - Familie Phaeomyiidae (Miljoenpootvliegen) Verbeke, 1950 (2 geslachten, 4 soorten, 1/1)
            - Familie Ropalomeridae Schiner, 1868 (8 geslachten, 33 soorten, 0/0/1)
            - Familie Sciomyzidae (Slakkendoders) Fallén, 1820 (66 geslachten, 618 soorten, 3/13/37)
            - Familie Sepsidae (Wappervliegen) Walker, 1833 (38 geslachten, 345 soorten, 1/5/12)

          - Superfamilie Sphaeroceroidea Macquart, 1835 (5 families) parafyletisch?
            - Familie Chyromyidae Schiner, 1863 (4 geslachten, 139 soorten, 1/1/1)
            - Familie Heleomyzidae (Afvalvliegen) Westwood, 1840 (76 geslachten, 738 soorten, 6/17/9)
            - Familie Heteromyzidae Fallén, 1820 (1 geslachten, 7 soorten, 0/1)
            - Familie Mormotomyiidae Austen, 1936 (1 geslacht, 1 soort)
            - Familie Sphaeroceridae (Mestvliegen) Macquart, 1835 (137 geslachten, 1.571 soort, 9/3/17)

          - Superfamilie Tanypezoidea Rondani, 1856 (7 families)
            - Familie Diopsidae Bilberg, 1820 (14 geslachten, 194 soorten, 1/3/2)
            - Familie Gobryidae McAlpine, 1997 (1 geslacht, 5 soorten)
            - Familie Nothybidae Frey, 1927 (1 geslacht, 8 soorten)
            - Familie Psilidae (Wortelvliegen) Macquart, 1835 (13 geslachten, 322 soorten, 2/2/12)
            - Familie Somatiidae Hendel, 1935 (1 geslacht, 7 soorten)
            - Familie Syringogastridae Prado, 1969 (1 geslacht, 10 soorten)
            - Familie Tanypezidae (Langpootvliegen) Rondani, 1856 (5 geslachten, 68 soorten, 0/1/1)[12]

          - Superfamilie Tephritoidea Newman, 1834 (10 families) sequentieel
            - Familie Proneottiphilidae Hennig, 1969  † (1 geslacht, 1 soort)
            - Familie Richardiidae Loew, 1868 (34 geslachten, 178 soorten, 3/3)
            - Familie Lonchaeidae Rondani, 1856 (10 geslachten, 504 soorten, 0/0/7)
            - Familie Piophilidae Macquart, 1835 (14 geslachten, 83 soorten, 0/1/6)
            - Familie Ulidiidae (Prachtvliegen) Macquart, 1835 (110 geslachten, 678 soorten, 1/3/31)
            - Familie Platystomatidae (Prachtvliegen) Schiner, 1862 (128 geslachten, 1.164 soorten, 0/2/9)
            - Familie Ctenostylidae Bigot, 1882 (6 geslachten, 10 soorten)
            - Familie Tachiniscidae Kertész, 1903 (3 geslachten, 3 soorten)
            - Familie Pyrgotidae Loew, 1868 (58 geslachten, 351 soort, 0/1/1)
            - Familie Tephritidae (Boorvliegen) Newman, 1834 (492 geslachten, 4.716 soorten, 1/4/49)

        - Parvorde Calyptratae Robineau-Desvoidy, 1830 (3 onderliggende groepen) 
          - Incertae Sedis (2 families)
            - Familie Eophlebomyiidae Cockerell, 1925  † (1 geslacht, 1 soort)
            - Familie Hoffeinsmyiidae Michelsen, 2009  † (1 geslacht, 1 soort)

          - Superfamilie Hippoboscoidea Samouelle, 1819 (2 families) sequentieel
            - Familie Glossinidae Theobald, 1903 (1 geslacht, 25 soorten, 0/1)
            - Familie Hippoboscidae (Luisvliegen) Samouelle, 1819 (68 geslachten, 782 soorten, 0/1)

          - Superfamilie Muscoidea Latreille, 1802 (4 families) parafyletisch, sequentieel
            - Familie Fanniidae Schnabl & Dziedzicki, 1911 (4 geslachten, 359 soorten)
            - Familie Muscidae (Echte vliegen) Latreille, 1802 (187 geslachten, 5.218 soorten, 2/8/58)
            - Familie Anthomyiidae (Bloemvliegen) Robineau-Desvoidy, 1830 (53 geslachten, 1.941 soort, 3/14/196)
            - Familie Scathophagidae (Drekvliegen) Robineau-Desvoidy, 1830 (57 geslachten, 419 soorten, 0/0/55)

          - Superfamilie Oestroidea Leach, 1815 (7 families) 
            - Familie Calliphoridae (Bromvliegen) Brauer & Bergenstamm, 1889 (97 geslachten, 1.525 soorten, 1/1/346) Para- or polyfyletic
            - Familie Mystacinobiidae Holloway, 1976 (1 geslacht, 1 soort)
            - Familie Oestridae (Horzels) Leach, 1815 (30 geslachten, 176 soorten, 4/6/16)
            - Familie Rhiniidae Bauer & Bergenstamm, 1889 (30 geslachten, 376 soorten)
            - Familie Rhinophoridae Robineau-Desvoidy, 1863 (27 geslachten, 174 soorten, 0/0/17)
            - Familie Sarcophagidae (Dambordvliegen) Macquart, 1834 (173 geslachten, 3.094 soorten, 0/0/203)
            - Familie Tachinidae (Sluipvliegen) Robineau-Desvoidy, 1830 (1.597 geslachten, 9.626 soorten, 5/5/1.438)

## Levenswijze
De levensduur van een volwassen vlieg is vaak maar enkele weken of dagen. Het larvenstadium heeft de langste levensduur en ze zijn te vinden in een grote verscheidenheid aan habitats en op verschillende substraten. Ze komen op onze breedtegraden als imago met name voor van april tot oktober. De dieren kunnen in alle levensfasen op en in beschermde leefgebieden overwinteren. Veel soorten zijn alleen in de winter actief, ook als volwassen dier.
Vliegen voeden zich met alle organisch materiaal, zowel rottend organisch materiaal als jagers op andere insecten of als parasieten. Sommige vliegen zijn concurrenten van mensen omdat ze de voorkeur geven aan planten die door mensen zijn gekweekt en daarom ongedierte worden genoemd (bijv. verschillende boorvliegen).

## Voortplanting
Talrijke soorten leggen hun eieren op een zeer aspecifieke manier en verzorgen bijna nooit het broed. Daarom moeten er zeer grote aantallen eieren worden gelegd om de soort te laten overleven. Maar er zijn ook vliegen met uitgesproken broedzorg, vooral onder de parasieten. Andere parasitaire soorten komen uit in de baarmoeder van het vrouwtje en worden daar in het eerste larvale stadium gehouden totdat er een geschikte gastheer is gevonden. Dit betekent dat er geen eieren worden gelegd, maar larven.
In de gematigde breedtegraden met hun duidelijke jaarwisseling zijn er tal van soorten die in één jaar meerdere generaties kunnen doorlopen. De meeste soorten kennen waarschijnlijk een jaarwisseling van generaties. Het voortplantingspercentage is sterk afhankelijk van het weer en de voedselvoorziening en kan daarom van jaar tot jaar sterk variëren.
Vliegen kunnen zelfs op gladde oppervlakken een vaste plek vinden. Hiervoor gebruiken ze, net als spinnen en gekko's, zogenaamde vanderwaalskrachten, d.w.z. aantrekkingskrachten die ontstaan tussen de moleculen aan het oppervlak en die van hun poten. Vliegen versterken dit hechtende effect door een strategie te gebruiken die tot nu toe alleen bij hen is waargenomen: de fijne haartjes, de zogenaamde setae, waarmee hun poten zijn bedekt, eindigen in kleine ovale lobben. Deze scheiden een dun laagje vloeistof af dat zich tussen het gladde oppervlak en de vliegpoot bevindt. Op deze manier ontvouwen zich capillaire krachten, die door een kleverige substantie voor een extra klevende werking zorgen.
Sommige vliegensoorten brengen een deel van hun levenscyclus door in vlees, uitwerpselen of rottend organisch materiaal. Daar kunnen ze ziekmakende ziektekiemen oppikken en transporteren en doorgeven aan mens en dier.
Verschillende soorten van de families vleesvliegen (Calliphoridae), vleesvliegen (Sarcophagidae) en echte vliegen (Muscidae, bijvoorbeeld de wijdverspreide huisvlieg) zijn belangrijk als plagen en ziekteverwerkers. Hun maden zijn afvalrecyclers en leven voornamelijk van dode plantaardige en dierlijke stoffen. Individuele soorten leven ook in levend weefsel en veroorzaken daar myiasis als ziekteverwekkers (in engere zin betekent dit het ziektebeeld veroorzaakt door parasitaire huidmaden, waaronder Larva migrans).

## Collecties
Wereldwijd bestaan er enkele belangrijke en zeer grote Diptera-collecties:
- De abdij van Admont: De Diptera-collectie van pater Gabriel Strobl (1846-1925) in het natuurhistorisch museum van de abdij van Admont (Stiermarken, Oostenrijk) is een van de belangrijkste vliegencollecties in Europa met ongeveer 80.000 geconserveerde exemplaren en ongeveer 7500 verschillende soorten.
- De Diptera-collectie in Naturmuseum Senckenberg omvat ongeveer 855.000 exemplaren van 19.200 soorten
- Naturhistorisches Museum Wien heeft een Diptera-collectie met ongeveer 800.000 exemplaren.
- De Zoologische Staatssammlung München heeft een Diptera-collectie met ongeveer 12.500 geïdentificeerde soorten.
- Denemarken heeft een collectie van ongeveer 150.000 exemplaren met een specialisatie in West-Palearctische Brachycera.
- Lund heeft een belangrijke entomologische collectie, waaronder een sectie Diptera.
- Het Natural History Museum in Londen heeft een zeer belangrijke collectie met 2,5 miljoen exemplaren.
- Het Muséum national d'histoire naturelle in Parijs heeft een zeer belangrijke Diptera-collectie met ongeveer 2,5 miljoen exemplaren in ongeveer 30.000 soorten.
- Naturalis Biodiversity Center in Leiden onderhoudt een belangrijke entomologische collectie met een sectie Diptera.
- CeNak in Hamburg herbergt een Diptera-collectie met 2218 soorten, waaronder 1784 Brachycera.